# Wanda Kruszewska
Wanda Kruszewska (ur. 5 października 1921 w Poznaniu, zm. 31 grudnia 2013 w Krakowie) – polska aktorka filmowa i teatralna, pedagog, wykładowca PWST w Krakowie.

## Filmografia

### Seriale
- 1980: Z biegiem lat, z biegiem dni...
- 1995: Opowieść o Józefie Szwejku i jego najjaśniejszej epoce jako baronowa

### Film
- 1974: Opowieść w czerwieni jako matka Kuryły
- 1986: Zaproszenie
- 1991: Podwójne życie Weroniki

## Wyróżnienia
Została odznaczona Medalem 10-lecia Polski Ludowej i odznaką Honoris Gratia.